# علي الظفير

علي الظفير (مواليد 1962 في طرطوس) مهندس اتصالات وسياسي سوري شغل منصب وزير الاتصالات والتقانة في حكومة عماد خميس من 3 تموز 2016 حتى 26 تشرين الثاني 2018.
حاصل على ماجستير في هندسة الاتصالات عام 1988 من الاتحاد السوفييتي ودكتوراه في هندسة الاتصالات من جامعة أوديسا البوليتكنيك عام 1993.

## مناصبه
- رئيس شعبة الميكروي في فرع اتصالات طرطوس بين عامي 1996 و2000
- المدير الفني للمشروع الخلوي في سورية بين عامي 2000 و2004
- مدير المشروع الريفي الثالث للاتصالات بين عامي 2004 و2006
- مدير عام الهيئة العامة لخدمات الاتصالات اللاسلكية بين عامي 2006 و 2014
- رئيس الفريق التنفيذي لمشروع الحكومة الالكترونية